# アルテミス (小惑星)
アルテミス (105 Artemis) は、小惑星帯に位置する比較的大きなC型小惑星の一つである。主に炭素化合物から構成されており、とても暗い。
1868年9月16日にアメリカ合衆国の天文学者、ジェームズ・クレイグ・ワトソン (James Craig Watson) によりミシガン州のアナーバーで発見され、ギリシア神話の月の女神アルテミスにちなんで命名された。
2008年10月に日本の茨城県で掩蔽が観測された。それ以前にも何度か掩蔽の観測が報告されている。